# Базилиано
Базилиано (итал. Basiliano) — коммуна в Италии, располагается в регионе Фриули-Венеция-Джулия, в провинции Удине.
Население составляет 5331 человек (2008 г.), плотность населения составляет 117 чел./км². Занимает площадь 43 км². Почтовый индекс — 33031. Телефонный код — 0432.
Покровителем коммуны почитается святой апостол Андрей Первозванный, празднование 30 ноября.

## Демография
Динамика населения:

## Администрация коммуны
- Официальный сайт: http://www.comune.basiliano.ud.it/